# Indonézia a 2011-es úszó-világbajnokságon
Indonézia a 2011-es úszó-világbajnokságon 25 sportolóval vett részt.

## Műugrás
Férfi
| Versenyző                              | Esemény                        | Selejtező | Selejtező | Elődöntő          | Elődöntő          | Döntő               | Döntő               |
| Versenyző                              | Esemény                        | Pont      | Helyezés  | Pont              | Helyezés          | Pont                | Helyezés            |
| -------------------------------------- | ------------------------------ | --------- | --------- | ----------------- | ----------------- | ------------------- | ------------------- |
| Luthfi Niko Abdillah                   | Férfi 1 méteres műugrás        | 236.20    | 38        |                   |                   | Nem jutott tovább   | Nem jutott tovább   |
| Muhammad Nasrullah                     | Férfi 10 méteres toronyugrás   | 327.60    | 30        | Nem jutott tovább | Nem jutott tovább | Nem jutott tovább   | Nem jutott tovább   |
| Andriyan Andriyan Luthfi Niko Abdillah | Férfi 3 méteres szinkronugrás  | 286.98    | 18        |                   |                   | Nem jutottak tovább | Nem jutottak tovább |
| Muhammad Nasrullah Husaini Noor        | Férfi 10 méteres szinkronugrás | 304.80    | 17        |                   |                   | Nem jutottak tovább | Nem jutottak tovább |

Női
| Versenyző      | Esemény               | Selejtező | Selejtező | Elődöntő          | Elődöntő          | Döntő             | Döntő             |
| Versenyző      | Esemény               | Pont      | Helyezés  | Pont              | Helyezés          | Pont              | Helyezés          |
| -------------- | --------------------- | --------- | --------- | ----------------- | ----------------- | ----------------- | ----------------- |
| Sari Ambarwati | Női 1 méteres műugrás | 200.05    | 35        |                   |                   | Nem jutott tovább | Nem jutott tovább |
| Sari Ambarwati | Női 3 méteres műugrás | 184.65    | 39        | Nem jutott tovább | Nem jutott tovább | Nem jutott tovább | Nem jutott tovább |

## Hosszútávúszás
Férfi
| Versenyzők        | Esemény                             | Döntő     | Döntő    |
| Versenyzők        | Esemény                             | Idő       | Helyezés |
| ----------------- | ----------------------------------- | --------- | -------- |
| Satrio Putra      | Férfi 5 kilométeres hosszútávúszás  | 1:09:46.9 | 48       |
| Ricky Anggawijaya | Férfi 5 kilométeres hosszútávúszás  | 1:02:06.2 | 38       |
| Ricky Anggawijaya | Férfi 10 kilométeres hosszútávúszás | 2:13:47.4 | 59       |
| Amoczy Pratama    | Férfi 10 kilométeres hosszútávúszás | 2:13:48.4 | 60       |

Női
| Versenyzők      | Esemény                           | Döntő     | Döntő    |
| Versenyzők      | Esemény                           | Idő       | Helyezés |
| --------------- | --------------------------------- | --------- | -------- |
| Yessy Yosaputra | Női 5 kilométeres hosszútávúszás  | 1:04:56.1 | 35       |
| Yessy Yosaputra | Női 10 kilométeres hosszútávúszás | 2:20:43.2 | 50       |
| Annisa Fabiola  | Női 5 kilométeres hosszútávúszás  | DNS       | DNS      |
| Annisa Fabiola  | Női 10 kilométeres hosszútávúszás | DNF       | DNF      |

## Úszás
Férfi
| Versenyző(k)  | Esemény                         | Selejtező | Selejtező | Elődöntő          | Elődöntő          | Döntő             | Döntő             |
| Versenyző(k)  | Esemény                         | Idő       | Helyezés  | Idő               | Helyezés          | Idő               | Helyezés          |
| ------------- | ------------------------------- | --------- | --------- | ----------------- | ----------------- | ----------------- | ----------------- |
| Indra Gunawan | Férfi 50 méteres mellúszás      | 28.81     | 34        | Nem jutott tovább | Nem jutott tovább | Nem jutott tovább | Nem jutott tovább |
| Indra Gunawan | Férfi 100 méteres mellúszás     | 1:03.80   | 58        | Nem jutott tovább | Nem jutott tovább | Nem jutott tovább | Nem jutott tovább |
| Indra Gunawan | Férfi 200 méteres mellúszás     | 2:18.89   | 41        | Nem jutott tovább | Nem jutott tovább | Nem jutott tovább | Nem jutott tovább |
| Donny Utomo   | Férfi 100 méteres pillangóúszás | 57.59     | 54        | Nem jutott tovább | Nem jutott tovább | Nem jutott tovább | Nem jutott tovább |
| Donny Utomo   | Férfi 200 méteres pillangóúszás | 2:05.23   | 37        | Nem jutott tovább | Nem jutott tovább | Nem jutott tovább | Nem jutott tovább |

Női
| Versenyző(k)    | Esemény                  | Selejtező | Selejtező | Elődöntő          | Elődöntő          | Döntő             | Döntő             |
| Versenyző(k)    | Esemény                  | Idő       | Helyezés  | Idő               | Helyezés          | Idő               | Helyezés          |
| --------------- | ------------------------ | --------- | --------- | ----------------- | ----------------- | ----------------- | ----------------- |
| Tiffany Sudarma | Női 100 méteres hátúszás | 1:05.19   | 44        | Nem jutott tovább | Nem jutott tovább | Nem jutott tovább | Nem jutott tovább |

## Szinkronúszás
Női
| Versenyző(k) | Esemény               | Selejtező | Selejtező | Döntő               | Döntő               |
| Versenyző(k) | Esemény               | Pont      | Helyezés  | Pont                | Helyezés            |
| --- | --------------------- | --------- | --------- | ------------------- | ------------------- |
| Adela Amanda Nirmala | Egyéni rövid program  | 66.000    | 32        | Nem jutott tovább   | Nem jutott tovább   |
| Samara Talia Pattiasina | Egyéni szabad program | 65.440    | 29        | Nem jutott tovább   | Nem jutott tovább   |
| Megawati Suyanto Samara Talia Pattiasina | Páros rövid program   | 62.800    | 41        | Nem jutottak tovább | Nem jutottak tovább |
| Sabihisma Arsyi Tri Eka Sandiri | Páros szabad program  | 65.000    | 41        | Nem jutottak tovább | Nem jutottak tovább |
| Kusumawardani Adhiati Adela Amanda Nirmala Shanika Andiarti Sabihisma Arsyi Tri Eka Sandiri Megawati Suyanto Samara Talia Pattiasina Dea Vania Putri                                           | Csapat rövid program  | 60.000    | 23        | Nem jutottak tovább | Nem jutottak tovább |
| Kusumawardani Adhiati Adela Amanda Nirmala Shanika Andiarti Sabihisma Arsyi Sabrina Ayunda Kusuma Tri Sandiri Eka Megawati Suyanto Samara Talia Pattiasina                                     | Csapat szabad program | 63.050    | 21        | Nem jutottak tovább | Nem jutottak tovább |
| Adela Amanda Nirmala Shanika Andiarti Sabihisma Arsyi Sabrina Ayunda Kusuma Sartika Dewi Rachmani Tri Eka Sandiri Megawati Suyanto Samara Talia Pattiasina Dea Vania Putri Putri Yanindha Sari | Kombinációs kűr       | 65.780    | 14        | Nem jutottak tovább | Nem jutottak tovább |

Tartalék
- Sheila Nur Annisa